# تشيجيانغ غولدين بولز
تشيجيانغ غولدين بولز هو فريق كرة سلة للمحترفين تأسس في سنة 1995 يقع مقره في ييوو، جينهوا، تشيجيانغ، الصين. ينافس في الرابطة الصينية لكرة السلة.

## أبرز اللاعبين
من أبرز اللاعبين الذين لعبوا معه:
- أندريه براون
- إدي كاري
- غاد شامغاد
- جوش بون
- كيرك سنايدر
- مايك هاريس
- مايك جيمس
- كوينسي دوبي
- سومايلا ساماك
- جي آر سميث

## وصلات خارجية
- الموقع الرسمي